# Sanitetsgast
En sanitetsgast er en person i et forsvar, der har en særlig uddannelse med henblik på at kunne udøve førstehjælp, i såvel fredelige situationer som under kamphandlinger, i stil med redderen i civil sammenhæng.
Uddannelsen er delt op i tre trin, alt efter hvilket niveau den enkelte sanitetsgast skal kunne yde sit virke på (simpelt, øvet og avanceret). Der ud over kommer særlige ekstra kurser for f.eks. patruljefolk, specialstyrker, søværnets enheder i Nordatlanten og personel på flyvevåbnets redningshelikoptere.
| Beredskabet | Spire Denne artikel om beredskabet er en spire som bør udbygges. Du er velkommen til at hjælpe Wikipedia ved at udvide den. |

- Wikimedia Commons har flere filer relateret til Sanitetsgast

| Militær | Spire Denne artikel om militær er en spire som bør udbygges. Du er velkommen til at hjælpe Wikipedia ved at udvide den. |